# David Watkin
David Watkin (Margate, 23 marzo 1925 – Brighton, 19 febbraio 2008) è stato un direttore della fotografia britannico.
Ha vinto l'Oscar alla migliore fotografia nel 1986 per il film La mia Africa, per lo stesso film vinse anche il BAFTA alla migliore fotografia.

## Filmografia

### Cinema
- Aiuto! (Help!), regia di Richard Lester (1965)
- Non tutti ce l'hanno (The Knack ...and How to Get It), regia di Richard Lester (1965)
- ...e il diavolo ha riso (Mademoiselle), regia di Tony Richardson (1966)
- Marat/Sade, regia di Peter Brook (1966)
- I seicento di Balaklava (The Charge of the Light Brigade), regia di Tony Richardson (1968)
- Mutazioni (The Bed-Sitting Room), regia di Richard Lester (1969)
- Comma 22 (Catch-22), regia di Mike Nichols (1970)
- Il boy friend (The Boy Friend), regia di Ken Russell (1971)
- I diavoli (The Devils), regia di Ken Russell (1971)
- Un equilibrio delicato (A Delicate Balance), regia di Tony Richardson (1973)
- I tre moschettieri (The Three Musketeers), regia di Richard Lester (1973)
- Milady (The Four Musketeers: The Revenge of Milady), regia di Richard Lester (1974)
- Mahogany, regia di Berry Gordy (1975)
- Robin e Marian (Robin and Marian), regia di Richard Lester (1976)
- Una figlia per il diavolo (To the Devil a Daughter), regia di Peter Sykes (1976)
- Joseph Andrews, regia di Tony Richardson (1977)
- Una strada, un amore (Hanover Street), regia di Peter Hyams (1979)
- Cuba, regia di Richard Lester (1979)
- Momenti di gloria (Chariots of Fire), regia di Hugh Hudson (1981)
- Amore senza fine (Endless Love), regia di Franco Zeffirelli (1981)
- Yentl, regia di Barbra Streisand (1983)
- Hotel New Hampshire (The Hotel New Hampshire), regia di Tony Richardson (1984)
- Nel fantastico mondo di Oz (Return to Oz), regia di Walter Murch (1985)
- La mia Africa (Out of Africa), regia di Sydney Pollack (1985)
- Il sole a mezzanotte (White Nights), regia di Taylor Hackford (1985)
- Stregata dalla luna (Moonstruck), regia di Norman Jewison (1987)
- Masquerade, regia di Bob Swaim (1988)
- Diritto d'amare (The Good Mother), regia di Leonard Nimoy (1988)
- L'ombra del peccato (Last Rites), regia di Donald P. Bellisario (1988)
- Vital signs: un anno, una vita (Vital Signs), regia di Marisa Silver (1989)
- Memphis Belle, regia di Michael Caton-Jones (1990)
- Amleto (Hamlet), regia di Franco Zeffirelli (1990)
- La vedova americana (Used People), regia di Beeban Kidron (1992)
- Voglia di ricominciare (This Boy's Life), regia di Michael Caton-Jones (1993)
- Bopha!, regia di Morgan Freeman (1993)
- Jane Eyre, regia di Franco Zeffirelli (1996)
- Prove apparenti (Night Falls on Manhattan), regia di Sidney Lumet (1996)
- Se mi amate... (Critical Care), regia di Sidney Lumet (1997)
- Gloria, regia di Sidney Lumet (1999)
- Un tè con Mussolini, regia di Franco Zeffirelli (1999)

### Televisione
- Gesù di Nazareth - miniserie TV, 4 puntate (1977)